# Liste des musées protestants
Cet article présente une liste de musées protestants par localisation.

## Afrique du Sud

### Province du Cap
- Stellenbosch : Hugenote-Gedenkmuseum & Hugenotenmonument (musée et monument aux Huguenots)

## Allemagne

### Bade-Wurtemberg
- Bretten : Maison Melanchthon (en)

### Basse-Saxe
- Emden : Bibliothèque Jean de Lasco, dans la grande église, dite Moederkerk, restaurée à cet effet.

### Berlin
- Berlin : musée huguenot de Berlin (dans le Temple français de la Friedrichstadt, « cathédrale française » de Berlin)

### Hesse
- Bad Karlshafen : musée huguenot allemand (au sein de la maison allemande des huguenots - Deutsches Hugenotten-Zentrum)

### Saxe
- Leipzig : Bach-Archiv

### Saxe-Anhalt
- Wittemberg : Maison de Luther
- Wittemberg : Maison Melanchthon (en)

### Thuringe
- Eisenach : Maison natale de Jean-Sébastien Bach
- Eisenach : château de la Wartbourg

## Belgique

### Région de Bruxelles-Capitale
- Bruxelles : jardin du Petit Sablon (Fontaine des comtes d'Egmont et de Hornes, statues de Guillaume d'Orange, Philippe de Marnix...)

### Région flamande
- Horebeke : Protestants Historisch Museum Abraham Hans (musée historique protestant Abraham Hans)
- Vilvorde : monument commémoratif et musée William Tyndale[1].

## France

### Auvergne-Rhône-Alpes
- Le Poët-Laval (Drôme) : musée du protestantisme dauphinois
- Pranles (Ardèche) : musée du Vivarais protestant

### Centre-Val de Loire
- Châtillon-Coligny (Loiret) : musée Châtillon-Coligny

### Grand Est
- Gunsbach (Haut-Rhin) : musée Albert-Schweitzer
- Kaysersberg (Haut-Rhin) : musée Albert-Schweitzer
- Waldersbach (Bas-Rhin) : musée Jean-Frédéric-Oberlin
- Wassy (Haute-Marne) : musée protestant de la grange de Wassy

### Hauts-de-France
- Lemé (Aisne) : temple de Lemé

### Île-de-France
- Paris (Seine) : monument de l'amiral de Coligny, au 160, rue de Rivoli ou 1, rue de l'Oratoire

### Nouvelle-Aquitaine
- Arvert (Charente-Maritime) : maison de l'histoire du protestantisme charentais
- Beaussais (Deux-Sèvres) : maison du protestantisme
- La Couarde (Deux-Sèvres) : maison du protestantisme poitevin
- La Rochelle (Charente-Maritime) : musée rochelais d’histoire protestante
- Orthez (Pyrénées-Atlantiques) : musée Jeanne d'Albret

### Occitanie
- Aigues-Mortes (Gard) : Tour de Constance
- Carla-Bayle (Ariège) : Maison Pierre Bayle
- Ferrières (Tarn) : Musée du protestantisme
- Mialet (Gard) : Musée du Désert
- Nîmes (Gard) : Maison du protestantisme
- Saint-Jean-du-Gard (Gard) : Musée des vallées cévenoles

### Pays de la Loire
- Monsireigne (Vendée) : Musée de la France protestante de l'Ouest

### Provence-Alpes-Côte d'Azur
- Île Sainte-Marguerite, Cannes (Bouches-du-Rhône) : Mémorial Huguenot de l’Ile Sainte Marguerite (Musée de la Mer de Cannes)

## Italie

### Piémont
- Torre Pellice : musée vaudois (museo valdese)

## Pays-Bas

### Province d’Utrecht
- Utrecht : Musée du couvent Sainte-Catherine (contient des objets d'art religieux tant catholiques que protestants)

## Royaume-Uni

### Angleterre
- Londres : Musée du méthodisme, hébergé dans la Chapelle Wesley
- Rochester : Musée huguenot, hébergé dans l'Hôpital français (La Providence) Musée huguenot

### Écosse
- Édimbourg : Maison de John Knox

## Suisse

### Canton de Genève
- Genève : Musée international de la Réforme

### Canton de Zurich
- Zurich : Musée national suisse (dont l'exposition historique permanente montre beaucoup d'éléments sur la Réforme et la Contre-Réforme et décrit le rôle de Jean Calvin dans la formation de la culture suisse.)

## Musée digital
- Musée virtuel du protestantisme